# Myurella (Terebridae)
Myurella là một chi ốc biển, là động vật thân mềm chân bụng sống ở biển trong họ Terebridae, họ ốc dài.

## Các loài
Các loài thuộc chi Myurella bao gồm:
- Myurella affinis (Gray, 1834)[3]
- Myurella cinctella (Deshayes, 1859)[4]
- Myurella columellaris (Hinds, 1844)[5]
- Myurella flavofasciata (Pilsbry, 1921)[6]
- Myurella hiscocki (Sprague, 2004)[7]
- Myurella joserosadoi (Bozzetti 2001)[8]
- Myurella kilburni (Burch, 1965)[9]
- Myurella lineaperlata Terryn & Holford, 2008[10]
- Myurella minipulchra Bozzetti, 2008[11]
- Myurella monicae (Terryn, 2005)[12]
- Myurella nathaliae (Drivas & Jay, 1988)[13]
- Myurella nebulosa (G.B. Sowerby I, 1825)[14]
- Myurella ningaloensis (Aubry, 1999)[15]
- Myurella orientalis (Aubry, 1999)[16]
- Myurella parkinsoni (Cernohorsky & Bratcher, 1976)[17]
- Myurella paucistriata E.A. Smith, 1873[18]
- Myurella undulata (Gray, 1834)[19]
- Myurella wellsilviae (Aubry, 1994)[20]